# 給康城的情書
《給康城的情書》（法語：Chacun son cinéma）是一部以「電影院」為題，將每位導演拍攝3分鐘的短片串連而成的電影，由36位來自25個國家的著名電影導演合作，共拍攝了34部電影（其中有2對是兄弟檔），以慶祝坎城影展60週年。
本片亦為2007年香港法國電影節之開幕電影。
大衛林奇的作品《荒謬》不及於當年5月20日首映，日後於DVD中補齊。

## 參與導演
| - 泰奧·安哲羅普洛斯：三分鐘（Trois minutes） - 奧利維耶·阿薩亞斯：再生（Recrudescence） - 比利·奧古斯特：最後一場約會電影（The Last Dating Show） - 珍·康萍：瓢蟲（The Lady Bug） - 尤賽夫·夏因：四十七年後（47 ans après） - 麥可·西米諾：無需翻譯（No Translation Needed） - 柯恩兄弟：世界電影（World Cinema） - 大衛·柯能堡：世界最後一個猶太人在世界最後一間電影院自殺（At the Suicide of the Last Jew in the World in the Last Cinema in the World） - 達頓兄弟：在黑暗中（Dans l'obscurité） - 曼諾·迪·奧利維拉：單次相遇（Rencontre unique） - 雷蒙·德帕東：夏季電影院（Cinéma d'été） - 艾騰·伊格言：阿爾托雙比爾（Artaud Double Bill） - 阿莫斯·吉泰：海法的惡靈（Le Dibbouk de Haifa） - 侯孝賢：電姬館（The Electric Princess House） - 阿利安卓·崗札雷·伊納利圖：安娜（Anna） - 陳凱歌：朱辛庄（Zhanxiou Village） - 王家衛：穿越九千里獻給你（I Travelled 9000 km to Give It to You） | - 阿基·郭利斯馬基：鑄造廠（La Fonderie） - 阿巴斯·奇亞羅斯塔米：我的羅密歐在哪裡（Where Is My Romeo?） - 北野武：美好的一天（One Fine Day） - 安德烈·康查洛夫斯基：黑暗中（Dans le noir） - 克勞德·雷路許：街角的電影院（Cinéma de boulevard） - 大衛·林奇：荒誕（Absurda） - 肯·洛區：快樂結局（Happy Ending） - 蔡明亮：是夢（It's a Dream） - 南尼·莫瑞提：影迷日記（Diaro di uno spettatore） - 羅曼·波蘭斯基：三級影院（Cinéma érotique） - 華特·薩勒斯：距離坎城8944公里（A 8 944 km de Cannes） - 拉烏·盧易茲：禮物（Le Don） - 伊利亞·蘇萊曼：不便（Irtebak） - 葛斯·范桑：初吻（First Kiss） - 拉斯·馮·提爾：職業（Occupations） - 文·溫德斯：和平時期的戰爭（War in Peace） - 張藝謀：看電影（En regardant le film） |

## 外部連結
- 互联网电影数据库（IMDb）上《給康城的情書》的资料（英文）